# Pat Noonan
Pat Noonan, né le 2 août 1980 à Saint-Louis, est un joueur international américain de soccer reconverti en tant qu'entraîneur au FC Cincinnati en MLS.

## Biographie

### Carrière universitaire
Pat Noonan effectue sa carrière universitaire au sein des Hoosiers de l'Indiana où il évolue durant quatre années entre 1999 et 2002. Dès sa première saison, son équipe gagne le Championnat NCAA de soccer en disposant 1-0 en finale des Broncos de Santa Clara. L'année suivante, son équipe est éliminé en demi-finales par les Bluejays de Creighton. En 2001, son équipe atteint de nouveau la finale, mais elle est battue 2-0 par les Tar Heels de la Caroline du Nord. En 2002, son équipe est éliminée en demi-finale régionale. Sur le plan individuel, il marque 48 buts et effectue 41 passes durant son parcours universitaire, est élu deux fois dans l'équipe All-Star du tournoi NCAA et deux fois dans l'équipe All-America. Enfin, il termine en 2002, deuxième à l'élection du Trophée Hermann qui désigne le meilleur joueur universitaire de soccer de l'année aux États-Unis.
Durant sa dernière universitaire, il évolue également au sein des Mid-Michigan Bucks, une équipe disputant l'USL Premier Development League, une compétition équivalente au 4e niveau américain et qui se déroule durant la pause des championnats universitaires. Il marque 9 buts en 17 matchs de saison régulière. Son équipe se qualifie pour les séries éliminatoires et se fait éliminer en finale de conférence.

### Carrière professionnelle
Après son cursus universitaire, Pat Noonan est drafté à la 9e place par le Revolution de la Nouvelle-Angleterre. Pour sa première saison, il joue régulièrement, mais n'est pas un titulaire indiscutable. Il totalise 10 buts et 7 passes décisives en 28 matchs de saison régulière. Il commence les trois matchs (pour deux buts) de son équipe en séries éliminatoires où son équipe s'incline en finale de conférence. 
La saison 2004, lui permet de devenir un titulaire indiscutable (29 matchs en saison régulière, tous disputés en tant que titulaire) et de gagner le MLS Scoring Champion Award qui est attribué au joueur ayant marqué le plus de points dans le championnat (2 points par but, 1 point par passe décisive). Avec 30 points (11 buts et 8 passes) il partage cette récompense avec Amado Guevara. Son équipe s'incline une nouvelle fois en finale de conférence.
En 2005, Noonan contribue à la bonne saison régulière de son équipe (deuxième bilan du championnat) avec 8 buts et 7 passes, mais son équipe s'incline en finale MLS face au Galaxy de Los Angeles. 
La saison suivante est marquée par les blessures (14 matchs joués pour un but et trois passes), mais il est présent pour les séries éliminatoires où il totalise un but (en demi-finale de conférence) et la passe décisive de la victoire pour Taylor Twellman en finale de conférence qui permet à son équipe d'atteindre une deuxième finale MLS qui est perdue malgré l'ouverture du score en prolongation de Twellman. Noonan rate alors un des tirs au but de son équipe. 
En 2007, il accomplit une saison régulière honorable après avoir été de nouveau blessé en début de saison (27 matchs, pour 7 buts et 4 passes). Durant les séries éliminatoires, il est titulaire à chaque match mais n'est pas décisif (aucun but et aucune passe décisive). Dans un remake de la finale précédente, les Dynamo de Houston gagnent une deuxième fois consécutive le titre de champion tandis que le Revolution s'incline en finale pour la troisième fois consécutive. En coupe nationale, Noonan est l'artisan principal de la victoire de son équipe avec un but et 2 passes lors de la finale jouée et gagnée 3-2 face au FC Dallas dans une compétition où il est élu joueur des demi-finales, joueur de la finale, et joueur de la compétition. 
Son contrat avec le Revolution se termine à l'issue de cette saison 2007. Il comporte une option pour la saison 2008 qui n'est pas levée. Il s'engage alors avec le Aalesunds FK, un club norvégien. Il ne s'impose pas dans cette équipe, car il ne joue que 8 matchs de championnat pour une seule titularisation. Il dispute également deux matchs de Coupe de Norvège qui sont les seuls qu'il joue en intégralité. Il décide alors de revenir en MLS et le 6 août ses droits qui appartenaient encore aux Revolution de la Nouvelle-Angleterre sont échangés contre de l'argent et le premier choix de la draft suivante au Crew de Columbus. Il joue 11 matchs et participe à la première place de son équipe à la fin de la saison régulière. Son équipe gagne par la suite le championnat, mais il reste sur le banc durant les quatre matchs des séries éliminatoires.
Le début de la saison 2009, se passe également sur le banc. Il est transféré en juin aux Rapids du Colorado. Il joue 17 matchs pour 2 buts marqués, mais n'est titulaire qu'à 9 reprises.
En 2010, libre de tout contrat il effectue un essai au Sounders FC de Seattle, qui s'avère concluant. Il joue 12 matchs de championnat pour un but et une passe décisive mais les blessures font qu'il ne joue plus après le 4 juillet. 
Il ne commence que deux matchs de championnat en 2011, où il doit se contenter des matchs de coupe nationale et des matchs de Ligue des champions de la CONCACAF. Il effectue une passe décisive dans ces deux compétitions,.
Seattle décline une option d'extension de contrat pour l'année 2012. Il se retrouve libre et participe à la MLS Re-Entry Draft qui permet aux joueurs non conservés par une franchise de pouvoir rester en MLS s'ils sont sélectionnés. Noonan est sélectionné lors du troisième tour de la deuxième étape par le Galaxy de Los Angeles. Il ne joue qu'un rôle mineur dans la franchise puisqu'il ne joue que 174 minutes dans la saison régulière pour un but. Le Galaxy remporte le titre à la fin de la saison.
Non conservé par le Galaxy, il se réinscrit à la MLS Re-Entry Draft, mais il n'est pas sélectionné.
Finalement, le 11 janvier 2013, Noonan arrête sa carrière de joueur, se reconvertit et intègre le staff du Galaxy.

### Carrière en sélection
Il commence sa carrière internationale le 13 mars 2004 face à l'équipe nationale d'Haïti. Un an après, il marque son seul but en sélection face à la Colombie, puis participe avec sa sélection à l'édition 2005 de la Gold Cup remportée par les États-Unis. Il y joue trois matchs. Il dispute un total de 9 matchs cette année-là en sélection. Il joue trois matchs l'année suivante, mais n'est pas sélectionné pour disputer la coupe du monde où il n'est que réserviste. Il effectue sa dernière sélection le 19 janvier 2008 face à la Suède où il fait une passe décisive pour Eddie Robinson. Il totalise 14 sélections pour 1 but et 1 passe décisive.

### Carrière d'entraîneur
Pat Noonan reste quatre ans, adjoint de Bruce Arena au Galaxy qui gagne la Coupe de la Major League Soccer 2014 après avoir fini deuxième de la saison régulière. Bruce Arena retourne diriger la sélection américaine fin 2016. Pat Noonan le suit alors. Après l'échec américain, dans sa quête de qualification à la Coupe du monde 2018, Arena démissionne.
Noonan est nommé début janvier 2018, entraîneur-adjoint de Jim Curtin au Union de Philadelphie. Il reste à cette position quatre saisons. Le 14 décembre 2021, il est nommé entraîneur du FC Cincinnati par Chris Albright le nouveau directeur technique du club qu'il avait connu à Philadelphie.

## Statistiques
| Saison                | Club                                 | Championnat           | Championnat | Championnat | Championnat | Coupe(s) nationale(s) | Coupe(s) nationale(s) | Coupe(s) nationale(s) | Compétition(s) continentale(s) | Compétition(s) continentale(s) | Compétition(s) continentale(s) | Compétition(s) continentale(s) | Séries | Séries | Séries | États-Unis | États-Unis | États-Unis | Total | Total | Total |
| Saison                | Club                                 | Division              | M.          | B.          | P.d.        | M.                    | B.                    | P.d.                  | Comp.                          | M.                             | B.                             | P.d.                           | M.     | B.     | P.d.   | M.         | B.         | P.d.       | M.    | B.    | P.d.  |
| 2003                  | Revolution de la Nouvelle-Angleterre | MLS                   | 28          | 10          | 7           | 2                     | 0                     | 1                     | CCC                            | 2                              | 1                              | 0                              | 3      | 2      | 0      | -          | -          | -          | 35    | 13    | 8     |
| 2004                  | Revolution de la Nouvelle-Angleterre | MLS                   | 29          | 11          | 8           | 1                     | 1                     | 0                     | -                              | -                              | -                              | -                              | 3      | 1      | 0      | 1          | 0          | 0          | 34    | 13    | 8     |
| 2005                  | Revolution de la Nouvelle-Angleterre | MLS                   | 21          | 8           | 7           | 0                     | 0                     | 0                     | -                              | -                              | -                              | -                              | 4      | 1      | 0      | 9          | 1          | 0          | 34    | 10    | 7     |
| 2006                  | Revolution de la Nouvelle-Angleterre | MLS                   | 14          | 1           | 3           | 2                     | 0                     | 0                     | CCC                            | 1                              | 0                              | 0                              | 3      | 1      | 1      | 3          | 0          | 0          | 23    | 2     | 4     |
| 2007                  | Revolution de la Nouvelle-Angleterre | MLS                   | 27          | 7           | 4           | 4                     | 2                     | 4                     | -                              | -                              | -                              | -                              | 4      | 0      | 0      | -          | -          | -          | 35    | 9     | 8     |
| 2008                  | Aalesunds FK                         | Tippeligaen           | 8           | 0           | 0           | 2                     | 0                     | 0                     | -                              | -                              | -                              | -                              | -      | -      | -      | 1          | 0          | 1          | 11    | 0     | 1     |
| 2008                  | Crew de Columbus                     | MLS                   | 11          | 1           | 2           | -                     | -                     | -                     | -                              | -                              | -                              | -                              | -      | -      | -      | -          | -          | -          | 11    | 1     | 2     |
| 2009                  | Crew de Columbus                     | MLS                   | 5           | 0           | 1           | -                     | -                     | -                     | -                              | -                              | -                              | -                              | -      | -      | -      | -          | -          | -          | 5     | 0     | 1     |
| 2009                  | Rapids du Colorado                   | MLS                   | 17          | 2           | 0           | -                     | -                     | -                     | -                              | -                              | -                              | -                              | -      | -      | -      | -          | -          | -          | 17    | 2     | 0     |
| 2010                  | Sounders FC de Seattle               | MLS                   | 12          | 1           | 1           | -                     | -                     | -                     | -                              | -                              | -                              | -                              | -      | -      | -      | -          | -          | -          | 12    | 1     | 1     |
| 2011                  | Sounders FC de Seattle               | MLS                   | 9           | 0           | 0           | 3                     | 0                     | 1                     | LCC                            | 5                              | 0                              | 1                              | -      | -      | -      | -          | -          | -          | 17    | 0     | 2     |
| 2012                  | Galaxy de Los Angeles                | MLS                   | 10          | 1           | 0           | 1                     | 1                     | 0                     | LCC                            | 3                              | 0                              | 0                              | -      | -      | -      | -          | -          | -          | 14    | 2     | 0     |
| Total sur la carrière | Total sur la carrière                | Total sur la carrière | 191         | 42          | 33          | 15                    | 4                     | 6                     | -                              | 11                             | 1                              | 1                              | 17     | 5      | 1      | 14         | 1          | 1          | 248   | 53    | 42    |

## Palmarès

### Joueur

#### Équipe nationale
- États-Unis
  - Vainqueur de la Gold Cup en 2005

#### Club
- Revolution de la Nouvelle-Angleterre
  - Vainqueur de la Coupe des États-Unis en 2007
  - Vainqueur de la Conférence Est de MLS en 2005, 2006, 2007
- Crew de Columbus
  - Vainqueur de la Coupe MLS en 2008
  - Vainqueur du Supporters' Shield en 2008
  - Vainqueur de la Conférence Est de MLS en 2008
- Sounders de Seattle
  - Vainqueur de la Coupe des États-Unis en 2011
- Galaxy de Los Angeles
  - Vainqueur de la Coupe MLS en 2012
  - Vainqueur de la Conférence Ouest de la Major League Soccer 2012

#### Individuel
- MLS Scoring Champion en 2004

### Entraîneur

#### Club
- FC Cincinnati
  - Vainqueur du Supporters' Shield en 2023

#### Individuel
- Entraîneur de l'année de la MLS en 2023